# Jean-Jacques Goldman
Jean-Jacques Goldman (phát âm tiếng Pháp: [ʒɑ̃.ʒak ɡɔldman]; sinh ngày 11 tháng 10 năm 1951) là một ca sĩ, nhạc sĩ và nhà sản xuất đĩa nhạc người Pháp. Ông rất nổi tiếng qua những ca khúc nhạc Pháp và được công chúng Việt Nam biết đến nhiều nhất qua bản nhạc Comme Toi. Kể từ cái chết của Johnny Hallyday vào năm 2017, ông là nghệ sĩ nhạc pop rock Pháp có doanh thu cao nhất còn sống.

## Tiểu sử và sự nghiệp
Hoạt động trong lĩnh vực âm nhạc từ năm 1975, ông đã có một sự nghiệp solo rất thành công trong những năm 1980, và từng là một thành viên của nhóm bộ ba Fredericks Goldman Jones, phát hành một chuỗi hit khác vào những năm 1990.
Ông cũng viết nhiều album và bài hát thành công cho nhiều nghệ sĩ, trong đó có D'eux của Céline Dion, đây là đĩa hát tiếng Pháp thành công nhất cho đến nay. Ông cũng là thành viên của nhóm từ thiện Les Enfoirés từ năm 1986 đến năm 2016, và bản audio diễn thuyết bằng tiếng Anh của ông đã giành được giải Grammy cho Album của năm vào năm 1997, với tư cách là đồng tác giả của ba bài hát trong CD Falling into You của Céline Dion. Mặc dù tự nguyện từ giã sân khấu âm nhạc vào đầu những năm 2000, ông vẫn được đánh giá cao và có tầm ảnh hưởng ở Pháp.
Sinh ra tại Paris với cha là người Ba Lan gốc Do Thái nhập cư, Alter Mojze Goldman (sinh ở Lublin) và mẹ là người Đức gốc Do Thái, Ruth Ambrunn (sinh ở Munich), Jean-Jacques Goldman là con thứ ba trong số bốn người con. Khi còn là một đứa trẻ, ông đã bắt đầu nghiên cứu âm nhạc của mình về violin, sau đó là piano. Năm 1968, ông bỏ dở việc học nhạc cổ điển để chuyển sang "American Rock & Roll" cũng như nhạc dân gian, nghe The Beatles, Jimi Hendrix hay Aretha Franklin nhưng cuối cùng ông lại chọn bộ môn guitar. Năm 1972, ông kết hôn với Catherine, người vợ đầu của ông và họ đã có với nhau ba người con. Ông lần đầu tiên bước chân vào làng nhạc Pháp với tư cách là thành viên của nhóm nhạc progressive rock ở Việt Nam tên là Tai Phong (nghĩa là "cơn gió lớn" hay "bão táp") cùng với Khánh Mai và Tài Sinh, họ đã cùng phát hành album đầu tiên vào năm 1975 và bản hit "Sister Jane”. Sau ba album bằng tiếng Anh (vừa hát vừa chơi guitar vừa chơi violin), Goldman quyết định rời bộ ba và thực hiện sự nghiệp âm nhạc hát solo riêng qua những bản nhạc do chính ông tự sáng tác, viết lời và thể hiện bằng tiếng Pháp.

## Cuộc sống gia đình
Ông có một người anh trai cùng cha khác mẹ là Pierre Goldman, một trí thức cánh tả và kẻ cướp bị kết án (mặc dù sau đó được tuyên trắng án), đã bị sát hại một cách bí ẩn vào năm 1979 tại Paris. Em trai của ông, Robert Goldman cũng là một nhạc sĩ (thường được gọi là J. Kapler). Con trai ông, Michaël Goldman lại là một trong những người đồng sáng lập My Major Company France, một hãng âm nhạc lớn do người hâm mộ tài trợ.

## Danh sách đĩa hát
| Năm  | Album                                                        |
| ---- | ------------------------------------------------------------ |
| 1977 | Alpha Ralpha – Vocals - Hãng thu âm: Warner                  |
| 1981 | Jean-Jacques Goldman (a/k/a Démodé) - Hãng thu âm: Epic      |
| 1982 | Jean-Jacques Goldman (a/k/a Minoritaire) - Hãng thu âm: Epic |
| 1984 | Positif - Hãng thu âm: Epic                                  |
| 1985 | Non homologué - Hãng thu âm: Epic                            |
| 1987 | Entre gris clair et gris foncé - Hãng thu âm: Epic           |
| 1997 | En passant - Hãng thu âm: Columbia/Sony BMG                  |
| 2001 | Chansons pour les pieds - Hãng thu âm: Columbia/Sony BMG     |

Solo
| Năm  | Album                                           | Vị trí trên bảng xếp hạng | Vị trí trên bảng xếp hạng | Vị trí trên bảng xếp hạng | Vị trí trên bảng xếp hạng | Chứng nhận |
| Năm  | Album                                           | FRA                       | BEL (Vl)                  | BEL (Wa)                  | SUI                       | Chứng nhận |
| ---- | ----------------------------------------------- | ------------------------- | ------------------------- | ------------------------- | ------------------------- | ---------- |
| 1997 | En passant - Hãng thu âm: Columbia              | 1                         | 38                        | 1                         | 10                        |            |
| 2001 | Chansons pour les pieds - Hãng thu âm: Columbia | 1                         | –                         | 1                         | 2                         |            |

### Live albums
| Năm  | Album                                             | Peak positions | Peak positions | Peak positions | Chứng nhận |
| Năm  | Album                                             | FRA            | BEL (Wa)       | SUI            | Chứng nhận |
| ---- | ------------------------------------------------- | -------------- | -------------- | -------------- | ---------- |
| 1986 | En public - Hãng thu âm: Epic                     | N/A            | N/A            | N/A            |            |
| 1989 | Traces - Hãng thu âm: Epic                        | N/A            | N/A            | N/A            |            |
| 1999 | En passant – Tournée 1998 - Hãng thu âm: Columbia | 1              | 1              |                |            |
| 2003 | Un tour ensemble - Hãng thu âm: Columbia          | 1              | 1              | 7              |            |

- As Fredericks Goldman Jones

| Năm  | Album                                                                                  |
| ---- | -------------------------------------------------------------------------------------- |
| 1990 | Fredericks Goldman Jones - Hãng thu âm: CBS                                            |
| 1992 | Sur scène - Hãng thu âm: Columbia                                                      |
| 1993 | Rouge with Red Army Choir, Carole Fredericks and Michael Jones - Hãng thu âm: Columbia |
| 1995 | Du New Morning au Zénith - Hãng thu âm: Columbia                                       |

### Album tổng hợp
| Năm  | Album                                                    |
| ---- | -------------------------------------------------------- |
| 1991 | L'Intégrale 81/91                                        |
| 1996 | Singulier 81/89                                          |
| 1996 | Pluriel 90/96 (with Carole Fredericks and Michael Jones) |
| 2000 | L'Intégrale 90/00                                        |
| 2008 | La collection 81 – 89                                    |

| Năm  | Album                      | Vị trí trên bảng xếp hạng | Vị trí trên bảng xếp hạng | Vị trí trên bảng xếp hạng | Vị trí trên bảng xếp hạng | Chứng nhận |
| Năm  | Album                      | FRA                       | BEL (Vl)                  | BEL (Wa)                  | SUI                       | Chứng nhận |
| ---- | -------------------------- | ------------------------- | ------------------------- | ------------------------- | ------------------------- | ---------- |
| 2011 | Singulier 81/89            | 11                        | 14                        | 1                         | 91                        |            |
| 2011 | La Collections 81 – 89     | 113                       | –                         | 142                       | –                         |            |
| 2011 | La Collections 1990 – 2001 | 74                        | –                         | 76                        | –                         |            |

### Album ghi dấu ấn của Goldman
(For peak positions, see Génération Goldman page) 
| Năm  | Album                                                         |
| ---- | ------------------------------------------------------------- |
| 2012 | Génération Goldman - Record label: My Major Company)          |
| 2013 | Génération Goldman Volume 2 - Record label: My Major Company) |

### Singles
Solo (first phase)
| Năm  | Album                                | Vị trí trên bảng xếp hạng | Chứng nhận |
| Năm  | Album                                | FRA                       | Chứng nhận |
| ---- | ------------------------------------ | ------------------------- | ---------- |
| 1984 | "Envole-moi"                         |                           |            |
| 1984 | "Long Is the Road (Américain)"       | 6                         |            |
| 1985 | "Je marche seul"                     | 2                         |            |
| 1985 | "Je te donne" (Goldman/Jones)        | 1                         |            |
| 1986 | "Pas toi"                            | 5                         |            |
| 1986 | "La vie par procuration" [in public] | 2                         |            |
| 1987 | "Elle a fait un bébé toute seule"    | 4                         |            |
| 1988 | "C'est ta chance"                    | 16                        |            |
| 1988 | "Puisque tu pars"                    | 3                         |            |
| 1988 | "Il changeait la vie" (live)         | 14                        |            |
| 1989 | "Peur de rien blues"                 | 17                        |            |

- As Fredericks, Goldman & Jones

| Năm  | Album                          | Vị trí trên bảng xếp hạng | Chứng nhận |
| Năm  | Album                          | FRA                       | Chứng nhận |
| ---- | ------------------------------ | ------------------------- | ---------- |
| 1990 | "Nuit"                         | 6                         |            |
| 1990 | "À nos actes manqués"          | 2                         |            |
| 1991 | "Né en 17 à Leidenstadt"       | 11                        |            |
| 1991 | "C'est pas d'l'amour"          | 11                        |            |
| 1992 | "Un, deux, trois"              | 8                         |            |
| 1992 | "Tu manques"                   | 12                        |            |
| 1992 | "Il suffira d'un signe" (Live) | 14                        |            |
| 1993 | "Rouge"                        | 18                        |            |
| 1993 | "Juste après"                  | 32                        |            |
| 1993 | "Fermer les yeux"              | 33                        |            |

Solo (2nd phase)
| Year | Album                   | Vị trí trên bảng xếp hạng | Vị trí trên bảng xếp hạng | Vị trí trên bảng xếp hạng | Chứng nhận |
| Year | Album                   | FRA                       | BEL (Wa)                  | SUI                       | Chứng nhận |
| ---- | ----------------------- | ------------------------- | ------------------------- | ------------------------- | ---------- |
| 1997 | "Sache que je"          | 19                        | 18                        | –                         |            |
| 1998 | "Quand tu danses"       | 66                        | –                         | –                         |            |
| 1999 | "Bonne idée"            | 68                        | –                         | –                         |            |
| 1999 | "Et l'on n'y peut rien" | 7                         | 37                        | 61                        |            |

Khác
| Năm  | Album | Vị trí trên bảng xếp hạng | Vị trí trên bảng xếp hạng | Vị trí trên bảng xếp hạng | Chứng nhận |
| Năm  | Album | FRA                       | BEL (Wa)                  | SUI                       | Chứng nhận |
| ---- | --- | ------------------------- | ------------------------- | ------------------------- | ---------- |
| 1986 | "Les Restos du cœur" (Jean-Jacques Goldman/Coluche/Yves Montand/Nathalie Baye/Michel Drucker/Michel Platini, Catherine Deneuve) | 2                         |                           |                           |            |
| 1987 | "Là-bas" (Jean-Jacques Goldman and Sirima)                                                                                      | 2                         |                           |                           |            |
| 2007 | "4 Mots sur un piano" (Patrick Fiori/Jean-Jacques Goldman & Christine Ricol)                                                    | 1                         | 7                         | 40                        |            |